# Zulia Fútbol Club (femenino)
El Zulia Fútbol Club (femenino) es un equipo de fútbol profesional venezolano a nivel femenino filial del Zulia Fútbol Club masculino, se encuentra ubicado en La Victoria, Zulia y actualmente participa en la Superliga Femenina Fútbol (Venezuela), liga equivalente a la máxima división del fútbol femenino en Venezuela.

## Historia
Zulia Fútbol Club (femenino)

## Uniforme
- Uniforme titular: camiseta , pantalón , medias .
- Uniforme alternativo: camiseta , pantalón.

### Evolución del uniforme
| 2016 Titular | 2016 Alternativo | 2017 Presente Titular | 2017 Presente Alternativo |

### Indumentaria y patrocinador
| Periodo | Proveedor     |
| ------- | ------------- |
| 2016    | Sport Jugados |
| 2017    | Uhlsport      |

### Patrocinadores
| Período | Patrocinador Principal                   | Patrocinador Secundario |
| ------- | ---------------------------------------- | ----------------------- |
| 2016    | Gobernación Bolivariana del Estado Zulia | Herbalife               |
| 2017    | Gobernación Bolivariana del Estado Zulia | PDVSA                   |

## Palmarés

### Era Amateur
- Liga Nacional de Fútbol Femenino de Venezuela (1): 2007

- Copa Venezuela de Fútbol Femenino (0):

### Era Profesional
- Superliga Femenina de Fútbol (Venezuela) (0):